# Рачиновка
Рачиновка — деревня в Кирсановском районе Тамбовской области России. Входит в состав Соколовского сельсовета.

## География
Деревня находится в восточной части Тамбовской области, в лесостепной зоне, в пределах Окско-Донской равнины, к северу от реки Калаис, на расстоянии примерно 18 километров (по прямой) к северо-западу от города Кирсанова, административного центра района.
Климат
Климат характеризуется как умеренно континентальный с недостаточным и неустойчивым увлажнением. Среднегодовое количество осадков составляет 470—510 мм. Средняя температура января составляет −11,3 °С, июля — +20,4 °С.
Часовой пояс
Деревня Рачиновка, как и вся Тамбовская область, находится в часовой зоне МСК (московское время). Смещение применяемого времени относительно UTC составляет +3:00.

## История
Основана в 1921 году. По данным 1926 года имелось 42 хозяйства и проживало 227 человек (113 мужчин и 114 женщин). В административном отношении деревня входила в состав Пригородной волости Кирсановского уезда Тамбовской губернии.

## Население
| 2010 |
| ---- |
| 5    |

Половой состав
По данным Всероссийской переписи населения 2010 года в гендерной структуре населения мужчины составляли 60 %, женщины — соответственно 40 %.
Национальный состав
Согласно результатам переписи 2002 года, в национальной структуре населения русские составляли 96 % из 53 чел.

## Улицы
Уличная сеть деревни состоит из трёх улиц.